# Fototéka Lucemburk
Fototéka (oficiálně Photothèque de la Ville de Luxembourg ) v Lucemburku v Lucemburském velkovévodství ukrývá několik velkých sbírek fotografií města pořízených od roku 1855 dodnes. Je přístupná veřejnosti, je vytvořena podle vzoru fototéky v Centre Georges Pompidou v Paříži a přijala stejný klasifikační systém.

## Historie
Photothèque byla otevřena v roce 1984 za účelem vystavení fotografických sbírek dříve uložených v městském archivu. Jeho cílem bylo poskytnout stálou expozici fotografií dokumentujících podobu města v různých obdobích jeho urbanistického vývoje. Design, vybavení a způsob provozu muzea vycházely ze zkušeností z Francie, konkrétně z Documentation française a fototéky v Centre Georges Pompidou v Paříži . Poté, co nějakou dobu fungovala jako součást městského oddělení na adrese rue du Fort Neipperg 63, se v roce 1992 stále populárnější Photothèque přestěhovala do speciálně vybudovaných prostor v Cloche d'Or na jihu Lucemburku.
Majetek získaný v roce 1985 je stále považován za nejdůležitější. Skládají se ze sbírky Bernarda Wolffa s historickými pohledy různých fotografů v závěrečném období lucemburského opevnění, sbírka fotografií dentisty a amatérského fotografa Battyho Fischera dokumentující vývoj města v 19. a 20. století a série originálů pořízených fotografem lucemburského původu Edwarda Steichena.

## Umístění
Photothèque se nachází na adrese rue Eugène Ruppert 10, ve čtvrti Cloche d'Or v Lucemburku, a je otevřena pro veřejnost ve všední dny.

## Sbírky

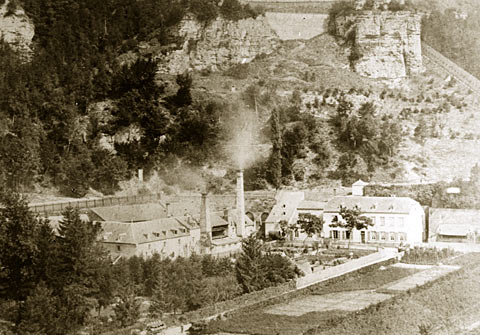
Pierre Brandebourg: Pivovar v Clausenu, Lucembursko, 1865. Jedna z nejstarších fotografií Fototéky

Sbírka obsahuje asi čtyři miliony fotografií pořízených mezi rokem 1855 a současností. Byly vybudovány v průběhu let prostřednictvím darů a odkazů, jakož i prací konkrétně financovaných městem. Většina archivů se nachází v přízemí, první patro je obsazeno městskou závaznou službou a zbývajícími archivy.
Mezi nejvýznamnější sbírky patří sbírky Battyho Fischera (asi 10 000 dokumentů ukazujících podobu města v letech 1890 až 1958); Théo Mey (asi 400 000 fotografií velkovévodství v 50. a 60. letech 20. století); archivy Edouarda Kuttera a jeho syna stejného jména (obsahující asi 200 000 fotografií velkovévodské rodiny a zpráv z let 1950 až 1980); Tony Krier (400 000 snímků Lucemburku, velkovévodství a událostí z let 1939 až 1967); stejně jako sbírka asi 500 000 negativů od Camilla a Pola Aschmana pokrývajících zprávy z let 1935 až 1988.
V roce 1992 daroval Remo Raffaelli – který spolupracoval s Jacquesem Bohlerem, fotografem s Républicain Lorrain a Tageblatt – 40 000 negativů souvisejících s novinovými články o sportu a kultuře v letech 1976 až 1988. V roce 1994 Pierre Bertogne obohatil fondy o dalších 16 000 snímků pořízených během 30. a 40. let 20. století, které zahrnují fotografie lucemburské okupace během druhé světové války a jeho následného osvobození.
Martine Theisen, která je ve Photothèque od roku 1989 a od roku 1998 zastává funkci ředitelky, vysvětluje, že většina lidí se přichází podívat na starší obrázky, které jim připomínají město, jaké bylo, když byli dětmi. Stále se vyvíjí úsilí o vybudování sbírky, aby bylo zajištěno širší pokrytí města a jeho historie. Mezi deseti lidmi pracujícími ve Photothèque je také fotograf, který pravidelně usiluje držet krok se změnami ve vývoji města. V souvislosti s digitalizací paní Theisen vysvětluje, že se zatím nepodařilo najít firmu, která by za vhodných podmínek zvládla tak velké zadání. V tomto směru však budou snahy pokračovat i v budoucnu.
Jejich fond zahrnuje kromě jiného také sbírky autorů:
- Batty Fischer (asi 10 000 fotografií zobrazujících město v letech 1890 až 1958)
- Théo Mey (asi 486 000 fotografií z 50. až 70. let)
- Édouard Kutter Otec a syn (asi 200 000 obrázků, například velkovévodská rodina a aktuální události z období od roku 1950 do roku 1980)
- Tony Krier (620 000 fotografií z města, země a aktuálního dění, pořízených v letech 1939 až 1972)
- Marcel Schroeder
- Camille Aschman
- Pol Aschman (půl milionu snímků od roku 1935 do roku 1988) [3]
- Vic Fischbach
- Jochen Herling v roce 2016 odkázal Fototéce svých cca 300 000 negativů
- Marcel Tockert
- Edward Steichen
- Tony Vaccaro
- Remo Raffaelli (asi 40 000 negativů sportovních a jiných událostí v letech 1976 až 1988)
- Pierre Bertogne (16 000 snímků z 30. a 40. let 20. století). [4]

Kromě tematických výstav pořádá Fotothéik od roku 2000 každoročně také letní výstavu s fotografiemi ze své sbírky v Ratskeller Cercle Cité. Fotografie, které jsou vystaveny, jsou zpravidla publikovány také v katalogu.

## Klasifikace
Každá fotografie je zpočátku registrována s číselným kódem, který ukazuje rok pořízení, číslo alba, kde je uložena, a její pořadové číslo v záznamech o pořízení. Katalogové karty navíc obsahují podrobný popis díla, jeho původ a autora, datum pořízení fotografie a také informace o negativu a příslušných autorských právech. Tyto detaily jsou uchovávány spolu s odpovídající fotografií v albech na kovovém podkladu, z nichž každé obsahuje 25 až 30 dokumentů. Negativy jsou uloženy odděleně v chronologickém pořadí s kódy identifikujícími dané album. Díla zvláštní historické hodnoty jsou ze sbírky odstraněna do úschovy a nahrazena kopiemi. Abecední rejstřík je založen na příslušných položkách z popisu fotografie.

## Publikační a kopírovací služba
Od roku 2000 vyšly čtyři knihy ze série Les trésors de la photothèque. Každý svazek představuje dílo jednoho z nejlépe zastoupených fotografů Photothèque. Ty dosud publikované zahrnují Pola Aschmana (fotožurnalista od roku 1935 do roku 1988), Marcel Schroeder (místní historie do roku 1999), Théo Mey (fotožurnalistika od roku 1950 do roku 1980), Tony Krier (reportáže od roku 1939 do roku 1972). Všechny jsou k dispozici ve Photothèque. Návštěvníci si také mohou zakoupit papírové kopie archivovaných fotografií, obvykle za méně než 10 EUR za kopii standardní velikosti. Z důvodu autorských práv nejsou digitální kopie dostupné.